# Sainte-Aulde
Sainte-Aulde är en kommun i departementet Seine-et-Marne i regionen Île-de-France i norra Frankrike. Kommunen ligger i kantonen La Ferté-sous-Jouarre som tillhör arrondissementet Meaux. År 2022 hade Sainte-Aulde 692 invånare.

## Befolkningsutveckling
Antalet invånare i kommunen Sainte-Aulde
| Referens: INSEE |